# 臺東縣
臺東縣是中華民國臺灣省的縣，位於臺灣東南部，東臨太平洋（菲律賓海），南面和西面與屏東縣、高雄市以中央山脈為界，北面與花蓮縣為鄰。全境絕大部分位於北回歸線以南，北回歸線通過縣境極北端。以面積而言是全臺灣第三大縣，僅次於花蓮縣、南投縣。臺東縣內轄有1市、2鎮、13鄉（含5個山地鄉），縣治及最大城市位於臺東市。地形上因面山近海，使其自然資源相當豐富，境內有多處自然文化保留區，特產方面包括沿海地區的柴魚、平原地區的釋迦及山地的茶葉、鳳梨、金針、洛神花等。
由於清代開發政策的影響，臺東縣的大規模開發時間相對其它縣市較晚，因此保有較多的原住民文化，其中縣內史前遺址數量為全臺灣最多。在族群結構上，除原居於當地的原住民以外，其他居民皆為清代後期陸續移居而來的移民後代，最早至此開拓的漢人主要為閩南人，中華民國政府遷臺後，部分中華民國國軍的榮譽國民及其眷屬等外省族群配合安排而在此興建眷村並定居，而在1959年的八七水災發生後，也有部分臺灣西部的災民遷至當地，此外也有來自六堆地區的客家人。隨著眾多族群的定居繁衍，致使臺東現已成為多元族群文化社會的地區。
就社會經濟層面來說，以農業為主的台東縣，長期是全臺灣家庭可支配收入及壽命最低的縣市。研究顯示，台東長期以來的地方政治生態問題是導致台東有限的資源被浪費，至今建設落後的原因。儘管如此，這幾年為了發展觀光經濟，已投入眾多資金規劃，許多基礎交通等建設陸續開始，將打造台東成為一個慢活的旅遊城市，這些規劃也成功了吸引許多國內外的觀光客到訪。

## 歷史

### 荷西時期
在臺灣荷蘭統治時期，荷蘭東印度公司聽聞東部盛產黃金，於是在1637年2月派遣將領和商務員探查，並於1642年2月正式征討東部，在卑南覓、大港口駐軍。1644年東印度公司設立卑南地方會議區，名義上管轄今花蓮、臺東，實際上僅北起花蓮玉里，南迄臺東大竹溪。

### 清治時期
而東寧王國時期，東部未設官治理。清治早期東部曾有數十番社歸化輸餉，但朱一貴事件後，清朝政府下禁令封山長達百年，期間僅有零星漢人至卑南、火燒島、成廣澳、璞石閣、新城開墾。
由於地型上的崎嶇和海運上的不便，直到19世紀中葉以前，臺東都還是清朝政府眼中的化外之地，除少數逃犯外，多數百姓視入後山為畏途。這樣的情形一直要到1874年牡丹社事件後才有所改變。清廷在此之後派遣自強運動的重要推手－福建船政大臣沈葆楨赴臺經略後山，將今日中央山脈以東，今宜蘭縣南側、花蓮縣、臺東縣，以及屏東縣牡丹鄉、滿州鄉東側濱海，劃為卑南廳，歸屬臺灣府，廳治設於今臺東市。有鑒於臺灣西部清領區對東部聯絡艱難，沈葆楨由北至南連開數條道路橫貫臺灣本島，自此打開東部對外的聯繫。在開路的同時，沈葆楨從福建招來的移民也搭乘一艘艘的帆船登陸臺東，今臺東市寶桑里一帶是東部最早的漢人移民據點。1886年臺灣建省，將卑南廳升格為臺東直隸州，州治設於今花蓮瑞穗鄉，並於原卑南廳治設州同，花蓮港設州判，預計於州下設三個行政區。但由於發生大庄事件，州治毀敗，實際上的州治仍在卑南。

### 日治時期
1895年馬關條約後，臺灣割讓給日本。7月3日公布《地方官假官制制定件》，擬定將清政府時期的三府改制為三縣，府下縣、廳改制為縣下支廳，而臺東直隸州遭降級成與西部縣等同的支廳，預計設立臺南縣臺東支廳。但總督府實際上未統治中南東部，8月改為派出性質的臺南民政支部臺東出張所。1896年4月，總督府正式統治東部，才正式設立臺南縣臺東支廳。1897年6月臺東支廳自臺南縣分出升格為臺東廳，並依當初臺東直隸州預計劃設的三個行政區，於廳下設卑南（今臺東縣不含池上關山）、水尾（今花蓮縣壽豐鄉以南，以及臺東縣池上關山）、奇萊（今花蓮縣壽豐鄉以北）等三個辨務署。1898年6月，廢辨務署；8月設派出性質的花蓮港出張所，轄今花蓮縣瑞穗鄉以北。1900年5月，再劃設成廣澳（今成功鎮、東河鄉、長濱鄉）、璞石閣（今花蓮縣玉里鎮、富里鄉）、卑南（上述地區以外）三出張所。1901年6月卑南出張所轄區切出巴塱衛（今太麻里鄉、大武鄉）出張所。
1901年11月，臺灣地方制度變更，出張所改為支廳，而廳治所在出張所廢除不設支廳由廳直轄。臺東廳下轄花蓮港、璞石閣、成廣澳、巴塱衛四支廳。1909年10月，花蓮港、璞石閣兩支廳分出設立花蓮港廳。1915年，今池上鄉、關山鎮、鹿野鄉一帶分設里巄支廳。1920年，里巄支廳與廳直轄地區合併為臺東支廳，成廣澳、巴塱衛兩支廳改名為新港、大武支廳。1931年，臺東支廳再度劃出里壠支廳。1937年，臺東廳正式比照西部州郡制，大武支廳與臺東支廳合併為臺東郡，里壠、新港支廳改為關山、新港郡。

### 戰後時期
1945年10月25日，中華民國政府接收日本臺灣總督府轄區，11月6日設立臺東縣接管委會。於1946年1月12日設立臺東縣至今，原關山郡、臺東郡、新港郡則改為縣轄區，郡下街庄改為區下鎮鄉，郡下蕃地則切割併入鄰近的鄉鎮。臺東鎮較特別，日治末期，臺東街併入卑南庄，戰後則將原已併入的卑南庄切出並和臺東郡蕃地合併成立卑南鄉；臺東街則縮小為未併入前範圍，成立臺東鎮。4月1日，鹿野鄉、關山鄉、太麻里鄉、大武鄉山區劃出延平、海端、金崙、達仁等山地鄉。6月1日，設立紅頭嶼山地鄉。同年，新港鄉升格為成功鎮，關山鄉升格為里壠鎮，都蘭鄉改名東河鄉。11月，金崙鄉鄉治改劃入太麻里鄉，金崙鄉改名金山鄉。1947年，紅頭嶼鄉更名為蘭嶼鄉。1948年2月，三縣轄區廢除，鄉鎮改為縣直轄。1949年3月，於里壠鎮設立東峰區署（縣轄區），管轄五個山地鄉，1951年4月廢除。1954年，里壠鎮改名為關山鎮。1958年，金山鄉改名金峰鄉。1974年10月，臺東鎮劃入卑南鄉（含鄉治）10村，並於隔月申請改制縣轄市。1976年1月1日，臺東鎮正式改制為臺東市。

## 地理

### 自然水文
臺東縣位於臺灣東南方，面積3,515.2526平方公里，僅次於花蓮縣、南投縣，為臺灣第三大縣，東臨太平洋（菲律賓海），南面和西面與屏東縣、高雄市以中央山脈為界，北面則以布拉克桑山、崙天山、海岸山脈等為界山與花蓮縣相鄰。全縣海岸線長達176公里，是全臺灣海岸線最長的縣份。
臺東縣大致可分為中央山脈、花東縱谷平原、卑南溪三角洲、海岸山脈及泰源盆地等地理區。主要河川有卑南溪、知本溪、利嘉溪、金崙溪、太麻里溪、馬武窟溪等，其中卑南溪是臺東縣境內的最大河川，發源於中央山脈的卑南主山東側，主流全長約有84.35公里，流經臺東縣的七個鄉鎮市，流域面積達1,603平方公里，是臺東灌溉用水的最主要來源。

### 水利發展
臺東地區主要的灌溉水圳有長濱大圳、池上圳、關山大圳、鹿野圳、鹿寮圳、卑南大圳、知本圳。其中以卑南大圳最大，關山大圳次之。
1867年，今臺東地區長濱鄉的平埔族人自行開設水圳，引石坑溪水灌溉長濱沖積扇的長濱、成功等地。在長濱鄉有多達46條水圳，大部分是自行開發的小型水圳。1966年，臺灣省水利局計畫修建長濱大圳，1971年動工，1974年完工，串連小圳，於水母丁溪南溪部落建進水口，長度25公尺的攔河堰，水母丁溪水，經由水母丁山鞍部的導水隧道，由東11道路出隧道，而沿山麓向南入長濱溪。
1878年屏東潮州區移民陳和枝和其他共17人，合力在池上修築水圳，引卑南溪水灌溉池上。現代的池上圳系統合併了兩條幹線，10條支線，設有進水口一座，機械控制房、沉砂池。
臺灣東部最大的水圳是卑南大圳，是日本人於1898年所建，1936年再次整，1941年完工後，吸引許多漢人移入墾地，灌溉農田面積由600公頃提升到2,423公頃。卑南大圳引卑南溪溪水，全長超過9公里，有13條平行支線，排梳型結構。
1899年在利嘉溪和知本溪間沖積平原上的知本、建和居民，合作開發水圳，是為知本圳，費時一年，由知本溪北岸取水，洪5條支線。後由日人開發，自太麻里鄉知本溪南岸引水的第一美和圳等四條支線，與原知本圳合稱知本圳，原知本圳改名第二美和圳。
1907年由臺灣西部往臺灣東部開墾的漢人引卑南溪水開設里壟圳，灌溉農地約30公頃，但因所處地帶時常和原住民發生衝突，兩年後放棄里壟圳的管理使用，臺灣日治時期1915年後，日本政府對原住民的管理漸趨嚴格，外來移民增多，1923年里壟圳公共埤圳成立，1941年改為關山水利組合。1948年開工興建關山大圳，改善因卑南溪湍急溪水易沖毀圳道的缺點，1958年完工，全長17公里，17條支線，排梳型圳系，灌溉面積2,874公頃，是臺灣東部地區第二大的水圳。
1953年-1957年興建的鹿野大圳，引水自鹿寮溪南岸，灌溉花東縱谷南端。鹿野鄉的另一個灌溉渠道是鹿寮圳，因進水口河床沖刷問題，自1970年起與鹿野大圳由同一個進水口進水。又因為水源不足問題，鹿野大圳僅第一支線有穩定供水，其他支線水源不足，第6支線甚至因此停擺，直到1995年才整建完成。

### 氣候
| 臺東市（平均數據1991−2020年，極端數據1901-2021年更新中） | 臺東市（平均數據1991−2020年，極端數據1901-2021年更新中） | 臺東市（平均數據1991−2020年，極端數據1901-2021年更新中） | 臺東市（平均數據1991−2020年，極端數據1901-2021年更新中） | 臺東市（平均數據1991−2020年，極端數據1901-2021年更新中） | 臺東市（平均數據1991−2020年，極端數據1901-2021年更新中） | 臺東市（平均數據1991−2020年，極端數據1901-2021年更新中） | 臺東市（平均數據1991−2020年，極端數據1901-2021年更新中） | 臺東市（平均數據1991−2020年，極端數據1901-2021年更新中） | 臺東市（平均數據1991−2020年，極端數據1901-2021年更新中） | 臺東市（平均數據1991−2020年，極端數據1901-2021年更新中） | 臺東市（平均數據1991−2020年，極端數據1901-2021年更新中） | 臺東市（平均數據1991−2020年，極端數據1901-2021年更新中） | 臺東市（平均數據1991−2020年，極端數據1901-2021年更新中） |
| 月份                                                     | 1月                                                      | 2月                                                      | 3月                                                      | 4月                                                      | 5月                                                      | 6月                                                      | 7月                                                      | 8月                                                      | 9月                                                      | 10月                                                     | 11月                                                     | 12月                                                     | 全年                                                     |
| -------------------------------------------------------- | -------------------------------------------------------- | -------------------------------------------------------- | -------------------------------------------------------- | -------------------------------------------------------- | -------------------------------------------------------- | -------------------------------------------------------- | -------------------------------------------------------- | -------------------------------------------------------- | -------------------------------------------------------- | -------------------------------------------------------- | -------------------------------------------------------- | -------------------------------------------------------- | -------------------------------------------------------- |
| 历史最高温 °C（°F）                                      | 32.7 (90.9)                                              | 34.0 (93.2)                                              | 37.4 (99.3)                                              | 38.2 (100.8)                                             | 40.2 (104.4)                                             | 39.5 (103.1)                                             | 39.0 (102.2)                                             | 39.3 (102.7)                                             | 37.8 (100.0)                                             | 38.5 (101.3)                                             | 33.3 (91.9)                                              | 30.8 (87.4)                                              | 40.2 (104.4)                                             |
| 平均高温 °C（°F）                                        | 23.2 (73.8)                                              | 23.8 (74.8)                                              | 25.4 (77.7)                                              | 27.8 (82.0)                                              | 30.0 (86.0)                                              | 31.8 (89.2)                                              | 32.6 (90.7)                                              | 32.2 (90.0)                                              | 31.3 (88.3)                                              | 29.4 (84.9)                                              | 27.1 (80.8)                                              | 24.3 (75.7)                                              | 28.2 (82.8)                                              |
| 日均气温 °C（°F）                                        | 19.7 (67.5)                                              | 20.2 (68.4)                                              | 21.8 (71.2)                                              | 24.1 (75.4)                                              | 26.4 (79.5)                                              | 28.3 (82.9)                                              | 29.1 (84.4)                                              | 28.8 (83.8)                                              | 27.7 (81.9)                                              | 25.8 (78.4)                                              | 23.6 (74.5)                                              | 20.8 (69.4)                                              | 24.7 (76.5)                                              |
| 平均低温 °C（°F）                                        | 17.1 (62.8)                                              | 17.5 (63.5)                                              | 19.0 (66.2)                                              | 21.3 (70.3)                                              | 23.7 (74.7)                                              | 25.5 (77.9)                                              | 26.2 (79.2)                                              | 26.1 (79.0)                                              | 25.0 (77.0)                                              | 23.2 (73.8)                                              | 21.1 (70.0)                                              | 18.3 (64.9)                                              | 22.0 (71.6)                                              |
| 历史最低温 °C（°F）                                      | 7.2 (45.0)                                               | 7.5 (45.5)                                               | 9.7 (49.5)                                               | 11.6 (52.9)                                              | 15.9 (60.6)                                              | 17.1 (62.8)                                              | 20.5 (68.9)                                              | 20.9 (69.6)                                              | 18.3 (64.9)                                              | 15.2 (59.4)                                              | 9.3 (48.7)                                               | 8.9 (48.0)                                               | 7.2 (45.0)                                               |
| 平均降水量 mm（）                                        | 33.1 (1.30)                                              | 40.7 (1.60)                                              | 36.5 (1.44)                                              | 64.8 (2.55)                                              | 138.3 (5.44)                                             | 201.9 (7.95)                                             | 250.2 (9.85)                                             | 316.4 (12.46)                                            | 295.6 (11.64)                                            | 215.0 (8.46)                                             | 99.3 (3.91)                                              | 45.8 (1.80)                                              | 1,737.6 (68.4)                                           |
| 平均降雨天数                                             | 8.4                                                      | 9.1                                                      | 9.3                                                      | 10.9                                                     | 14.4                                                     | 11.5                                                     | 10.1                                                     | 11.7                                                     | 12.8                                                     | 9.9                                                      | 8.6                                                      | 8.4                                                      | 125.1                                                    |
| 平均相對濕度（％）                                       | 71.5                                                     | 72.9                                                     | 73.3                                                     | 75.2                                                     | 77.3                                                     | 77.3                                                     | 76.0                                                     | 76.6                                                     | 76.3                                                     | 72.6                                                     | 72.1                                                     | 70.7                                                     | 74.3                                                     |
| 月均日照時數                                             | 93.7                                                     | 85.1                                                     | 102.1                                                    | 116.8                                                    | 148.0                                                    | 210.2                                                    | 253.2                                                    | 223.5                                                    | 173.1                                                    | 157.3                                                    | 122.2                                                    | 98.6                                                     | 1,783.8                                                  |
| 来源：中央氣象署                                         |                                                          |                                                          |                                                          |                                                          |                                                          |                                                          |                                                          |                                                          |                                                          |                                                          |                                                          |                                                          |                                                          |

## 區劃人口
臺東縣轄有1市（臺東市）、2鎮（成功鎮、關山鎮）、13鄉（卑南鄉、大武鄉、太麻里鄉、東河鄉、長濱鄉、鹿野鄉、池上鄉、綠島鄉，延平鄉、海端鄉、達仁鄉、金峰鄉、蘭嶼鄉）（後5個鄉為山地鄉），共有16個鄉鎮市，其中綠島鄉以及蘭嶼鄉為離島。
| 臺東縣行政區劃 |
| 海端鄉 延平鄉 長 濱 鄉 成 功 鎮 東 河 鄉 池 上 鄉 關 山 鎮 鹿野鄉 卑南鄉 臺東市 綠島鄉 金峰鄉 太 麻 里 鄉 達 仁 鄉 大 武 鄉 蘭嶼鄉 |

臺東縣由於開發時間較晚，因此縣內的臺灣原住民文化保留下來的相對較多，而該縣的阿美族、卑南族、魯凱族、布農族、排灣族以及達悟族等六族人口佔全縣總人口的三成以上，是全國原住民人口比例最高的縣市。
臺東縣人口約有21萬人，人口密度每平方公里僅有60人左右，是臺灣本島人口最少的縣市，也是全國人口密度最低的一二級行政區，而該縣人口也少於位居全國縣轄市人口第一位的彰化縣彰化市。臺東縣人口分布相當不均勻，縣內人口最多的行政區為臺東市，人口第二多的行政區為卑南鄉，然而兩者人口相差近9萬人，前者人口是後者的6倍左右。
人口遞減排列：
- 總人口10萬以上：臺東市。
- 總人口1至10萬：卑南鄉、成功鎮、太麻里鄉。
- 總人口1萬以下：長濱鄉、東河鄉、池上鄉、關山鎮、海端鄉、延平鄉、鹿野鄉、金峰鄉、達仁鄉、大武鄉、綠島鄉、蘭嶼鄉。

## 政治

### 縣政組織
臺東縣政府是臺東縣的最高行政機關，在中華民國政府架構中為縣自治的行政機關，同時負責執行中央機關委辦事項，臺東縣的自治監督機關為行政院各部會（主要為內政部）。縣長由全體縣民直接選舉產生，任期為四年，連選可連任一次。臺東縣政府並置縣政會議，為縣政最高決策機構，在縣長及副縣長之下，設有15個內部單位、5個所屬一級機關、11個所屬二級機關、111所各級學校。
臺東縣縣長是臺東縣政府之行政首長，負責綜理縣政，並指揮、監督所屬職員及機構，現任縣長為中國國民黨籍的饒慶鈴。
臺東縣議會是臺東縣的最高民意機關，代表臺東縣全體縣民立法和監察縣政府之施政。縣議員由公民直選選出，任期為四年，可連選連任。臺東縣議會共有30位縣議員，其中第一至第六選區為區域縣議員，分別為第一選區10席縣議員、第二選區1席縣議員、第三選區2席縣議員、第四選區2席縣議員、第五選區1席縣議員、第六選區1席縣議員，第七至第十選區共計6席山地原住民議員，第十一至第十六選區共計7席平地原住民議員，議長、副議長由30位縣議員互選產生。

### 地方派系
台東縣的政治派系山頭林立:25，在地方派系的操控之下，台東縣政府人事隨著每四年的縣長選舉更迭，一旦縣長換人，縣政府一層局室首長及二層各課主管就會出現一波大異動，連臨時的約聘雇人員亦復如是:26，地方政府內的人事長期出現因為選舉結果而就派系成員輔選結果論功行賞的狀況:26。
在台東，派系成員來自台東在地漁會、地方農會及各鄉鎮公務人員，每一位成員背後競逐的利益各不相同:26。從1950年逐步推動選舉以來，台東政治分成吳、黃兩派，吳派為吳金玉、黃派為龍頭為黃拓榮；雖同屬國民黨，但長期以來彼此的競爭十分激烈:52。近年來，台東縣的政治派系出現細化並自成山頭，有鄭烈、陳建年、徐慶元、吳俊立（鄺麗貞）、饒穎奇等派系:53-55。
台東地方派系在追逐自身的利益過程中與其他派系的利益相牴觸因而展開彼此間長期對抗，一旦在利益爭奪中的競爭對手提出有利於台東縣地方建設發展的政策或議題，該政策或議題往往會在檯面上被刻意漠視，檯面下則遭遇相關人等不配合的態度。選局一到，倘若遇到地方民眾強烈反對，遂把責任全數推給彼此的競爭對手。 1970年代，由於派系鬥爭，臺東車站新站選址確定被指定在臺東市郊的岩灣地區，捨棄了另外兩個設立在臺鐵康樂站或台東縣議會現址的方案。

### 立法委員選舉
該縣立法委員選舉按中華民國現行選制，全境同屬一個立法委員選區臺東縣選舉區，得選出一位立法委員。現任臺東選區所選出的立法委員是2024年中華民國立法委員選舉選出的中國國民黨籍黃建賓。

## 文化

### 文學
在文學史及其論述方面，目前還沒有一本「臺東區域文學」、「臺東文學史」之類的專書出版，比較相關的書籍有：文訊雜誌社出版的「花東地區文學會議」論文集。博碩士論文則有李詩瑩（臺東文學發展研究，1921~2010）、曾瓊儀（蘭嶼雅美族民間故事研究）等；期刊論文有吳當（臺東文學史初稿（近代）—搖籃篇）等文章。學術研究會的論文集、演講專輯方面，目前有：《南島祭儀與神話—2004臺東南島文化節學術演講專輯》。在民間文學方面，有林秀玉、林勝賢編採的《巴蘭神話故事》。
推廣及贊助文學活動的基金會有「臺東縣文化基金會」；縣內沒有全國性文學社團，至於地方性文學社團，有「臺東縣故事協會」、「臺東縣後山文化工作協會」。
在臺東縣出生及後來歸入臺東縣的作家、文學評論者，有余心樂（本名：朱文輝）、李彥（本名：郭延平）、林正盛、林建成、柯裕棻、林韻梅、吳當、徐慶東、振鴻（本名：李振弘）、洪書勤、邱稚亘、鄒敦怜、顏鳳英、霍斯陸曼伐伐、孫大川、巴代、夏曼·藍波安等。

### 民俗慶典
- 炸寒單
- 豐年祭

### 電影
大同戲院位於臺東市，成立於1958年。臺東縣電影事業巔峰期為1960至1970年代，縣內每鄉鎮幾乎有至少2家電影院，包括蘭嶼鄉的勵德管訓班亦有電影。而當時該縣並無首輪電影，其電影大多須由臺北的電影院線片下片後先運至花蓮放映後，再由鐵公路送至臺東縣，縣內部份國高中的畢業典禮也曾在該戲院舉辦。
在1980年代以後隨著電視普及與錄影帶興起，臺東縣電影院事業隨之沒落，自1985年大武戲院關閉後，臺東縣僅存的4家電影院皆位於臺東市內。至1991年後，臺東縣僅存的電影院為位於臺東市的大同戲院，其播放的電影仍主要為已下片的院線片。2009年8月17日，大同戲院發生火災，此後臺東縣播映電影地點改為臺東縣文化中心，並約有4年為全臺灣唯一沒有電影院的縣市，直至2013年7月12日臺東秀泰影城開幕為止。2014年9月，大同戲院正式結束營業。

## 教育
臺東縣現有大專院校2所，分別為國立臺東大學與國立臺東專科學校。公私立高級中學10所，分別為國立臺東高級中學、國立臺東女子高級中學、國立臺東大學附屬體育高級中學、臺東縣立蘭嶼高級中學、臺東縣私立育仁高級中學、臺東縣私立均一實驗高級中學等6所普通型高級中學，以及國立臺東高級商業職業學校、國立關山高級工商職業學校、國立成功商業水產職業學校、臺東縣私立公東高級工業職業學校等4所技術型高級中學。其他公立教育機構計有21所國民中學、89所國民小學、1所國民中小學。

## 醫療
臺東縣長期為臺灣最缺乏醫療資源的地方之一。
2018年5月，時任臺東縣代理衛生局長辛進祥表示，2012年提報曾提報「大武鄉衛生所暨南迴線緊急醫療照護品質提升計畫」，但因都市計畫變更及用地取得因素遭到中央註銷，2016年再度爭取，歷經多次規劃修改，行政院核定新台幣1億4000多萬元的建設經費。

### 大型醫院
- 衛生福利部臺東醫院
  - 成功分院
- 臺北榮民總醫院臺東分院
  - 馬蘭院區
  - 勝利院區
- 台東馬偕紀念醫院
- 關山慈濟醫院
- 台東基督教醫院
- 台東聖母醫院

### 療養中心
- 關山聖十字療養院

## 交通

### 鐵路

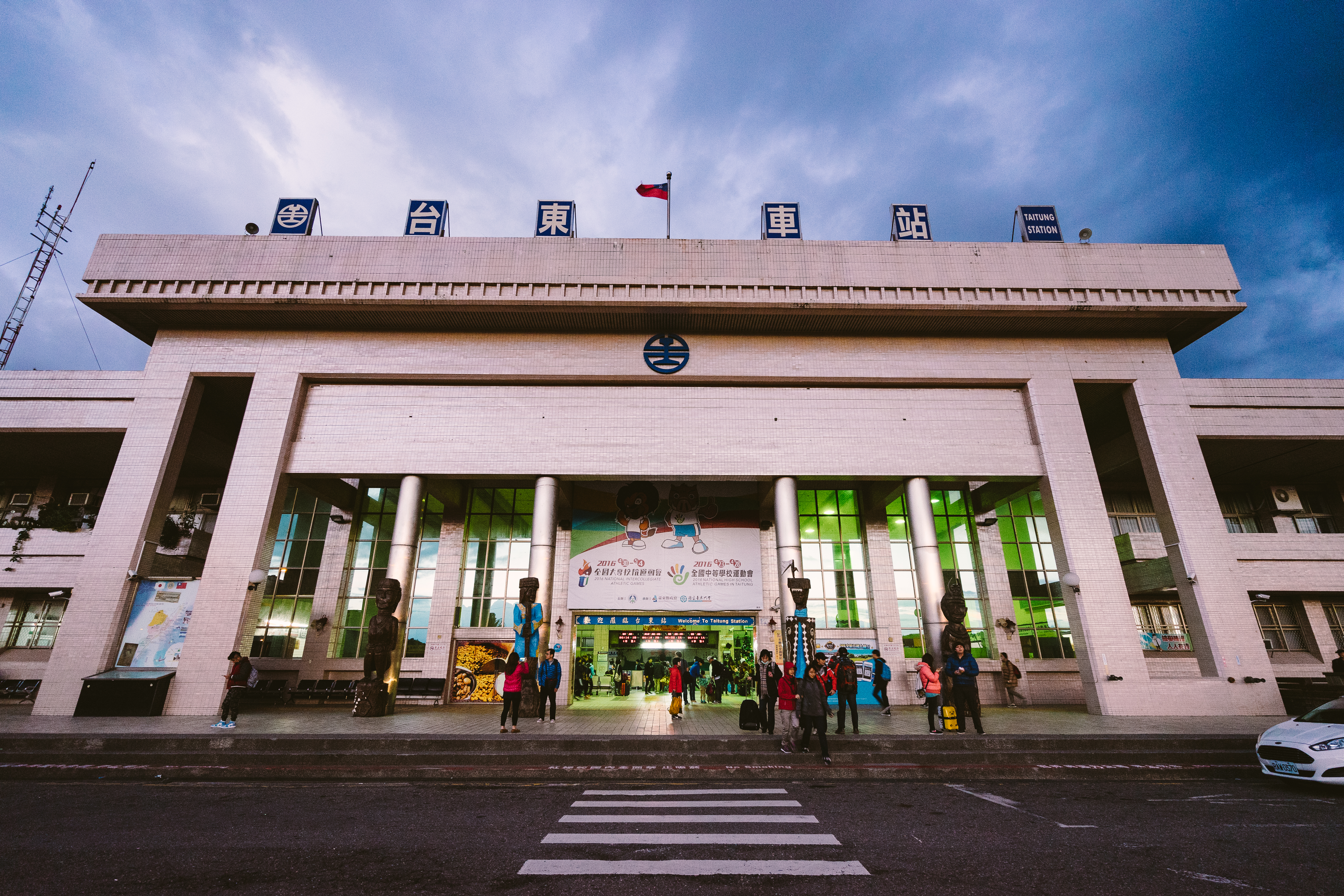
臺東車站

台灣鐵路：臺東線、南迴線

### 客運
- 東台灣客運
- 興東客運
- 普悠瑪客運
- 國光客運
- 統聯客運

### 航空
- 臺東機場
- 綠島機場
- 蘭嶼機場

以上為民用機場。若再考慮臺東市北方的中華民國空軍專用機場─志航基地的話，臺東縣共有四座機場，為臺灣機場數量最多之縣市。

### 公路

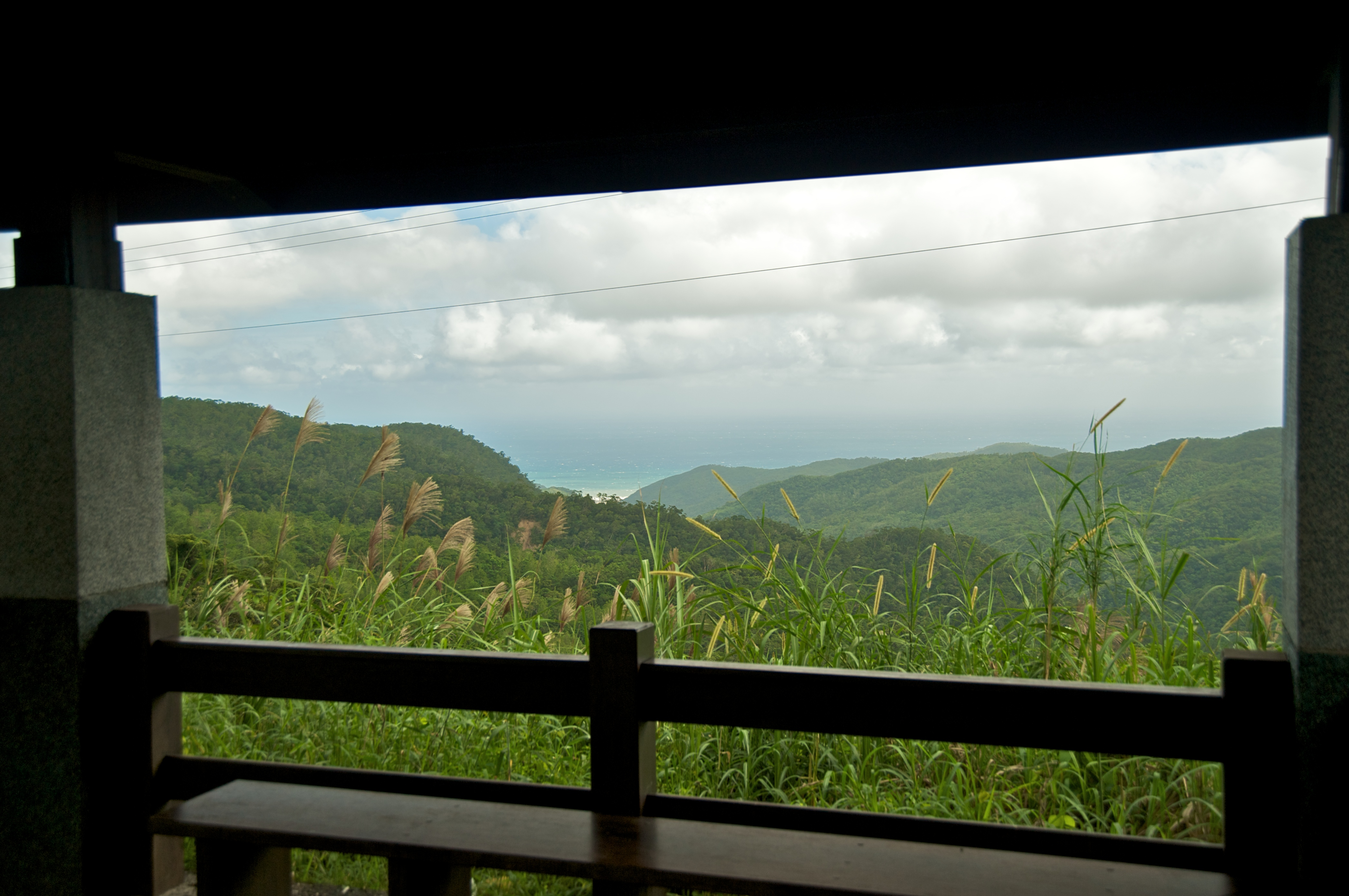
花東縱谷公路

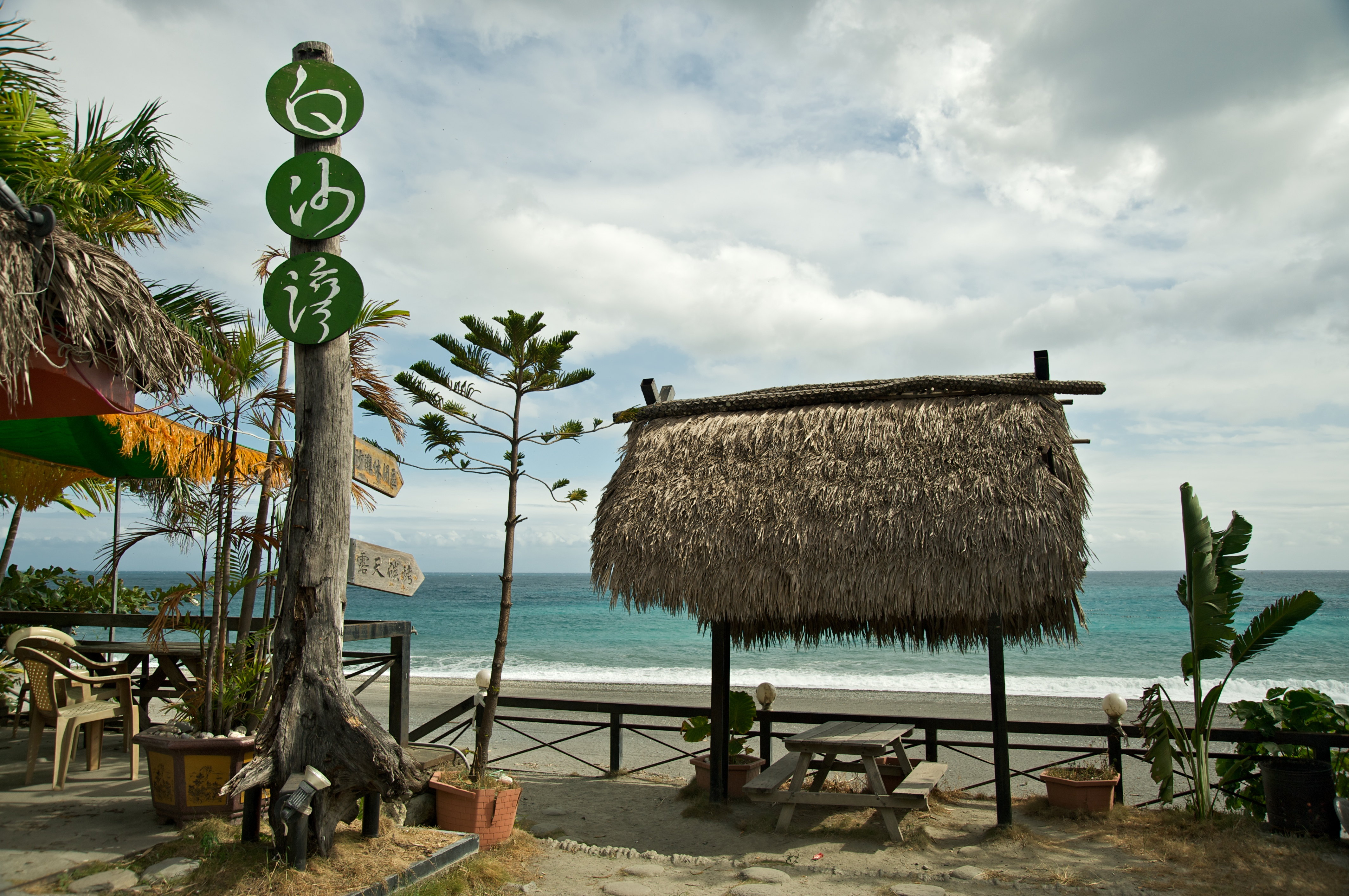
花東海岸公路旁的白沙彎

#### 省道
- 台9線：花東縱谷公路、南迴公路（包括南迴改）
  - 台9乙線
  - 台9戊線：草埔至安朔（舊南迴公路）
- 台11線：花東海岸公路
  - 台11乙線：卑南至富岡
- 台20線：南部橫貫公路
  - 台20甲線：德高至池上
- 台23線：富里-東河公路
- 台26線：楓港-佳樂水、港仔-旭海、下南田-安朔
- 台30線：玉長公路

#### 縣道
- 縣道194號：崎仔頭-知本國家森林遊樂區
- 縣道197號：第二花東縱谷公路（池上至臺東）

### 港埠
- 富岡漁港
- 成功漁港
- 新蘭漁港
- 長濱漁港
- 金樽漁港
- 大武漁港
- 成廣澳漁港
- 烏石鼻漁港
- 基翬漁港
- 開元港
- 綠島漁港
- 台電龍門港
- 中寮漁港
- 溫泉漁港
- 公館漁港
- 椰油漁港
- 漁人漁港
- 石雨傘漁港（廢棄閒置）
- 朗島漁港

## 文旅

### 藝術文化
- 南島國際美術獎：至2022年已邁入第七屆，期望召喚藝術家打開世界之心以山海自然及南島語族的人文脈絡、環境議題、生活記憶等元素拓展藝術創作之能量，也希望透過良性競爭平臺，鼓勵對南島文化有興趣的國內外藝術創作者從事具創造性的藝術活動，呈現南島語族歷史變遷與當下處境，以增進社會大眾的理解，進而擴大文化生命力。
- 南迴藝術季：一年一度的南迴藝術季，展現臺東縣文化底蘊與自然景觀的豐富性，用藝術結合在地文化、土地與自然，藉由作品讓藝術家、居民與訪客能感性的接觸與深度對話，用藝術揉合臺東的山與海，呈現出臺東在地自然與文化藝術的地方獨特性。南迴藝術季已經成為每年遊客必訪的臺東品牌，透過作品，形塑環境的記憶點。

### 台東食育
台東物產富饒，造就了與在地文化融合的飲食習慣與節慶習俗。
台東食節慶：
[縱谷線]
1－2月：關山蘿蔔季
3－4月：池上春耕藝術節
4－5月：布農族射耳祭
7－8月：阿美族豐年祭
9－10月：關山巡田水
10月：池上秋收藝術節
[海岸線]
3月：晚崙西亞香丁節
5月：長濱辦桌＋金剛雙浪馬拉松
6－9月：東海岸大地藝術節：月光 海音樂會
7－8月：阿美族豐年祭
11月：阿米斯音樂節
11月：成功旗魚季暨臍橙節

### 展館空間
- 國立臺灣史前文化博物館
- 卑南文化公園
- 國立臺東生活美學館
- 臺東縣原住民文物陳列室
- 紅葉少棒紀念館
- 萬安蝴蝶生態園
- 臺東阿美族鄉土教育中心
- 東河鄉釋迦產業文化館
- 臺東縣自然史教育館
- 忠勇國小文物室
- 臺東藝術村
- 國立臺東大學東大藝廊
- 國立臺東大學臨風藝廊

### 自然景點

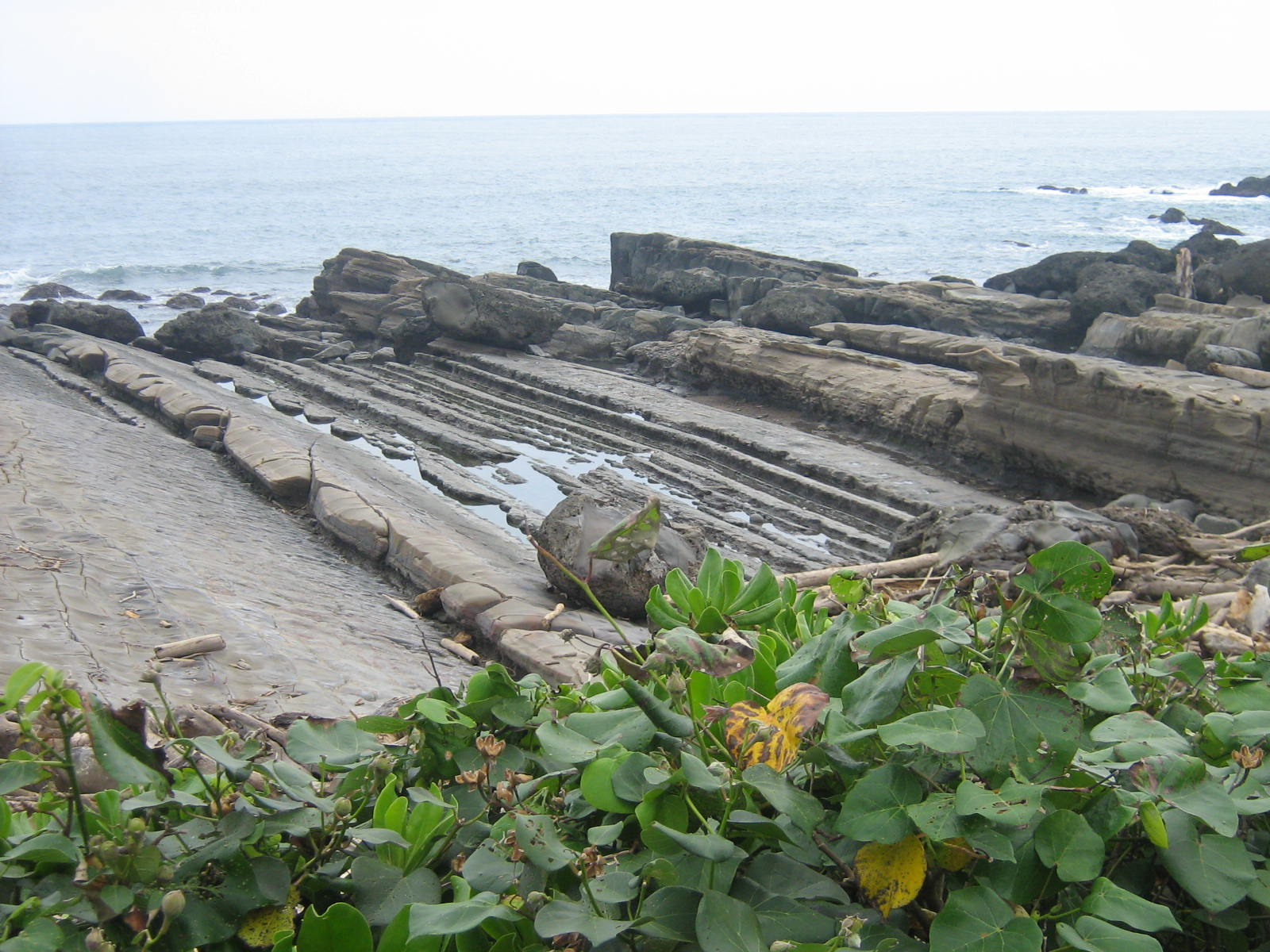
小野柳

- 東部海岸國家風景區：小野柳、杉原海水浴場、都蘭、東河橋、三仙台、八仙洞
- 花東縱谷國家風景區：初鹿牧場、紅葉溫泉、高台茶園、關山親水公園、池上牧野農場
- 綠島
- 蘭嶼
- 知本溫泉
- 金崙溫泉
- 朝日溫泉
- 知本國家森林遊樂區
- 向陽國家森林遊樂區
- 原生應用植物園

### 知名打卡觀光景點
- 華源天空織鏡
- 大武漁港海堤：1314號的藍
- 台9線420K

## 國際交流

### 姊妹市
| 洲   | 國家   | 城市                           | 締結日期      |
| ---- | ------ | ------------------------------ | ------------- |
| 美洲 | 美国   | 風暴湖市（愛奧華州）           | 1983年4月26日 |
| 歐洲 | 德国   | 馬克特海登費爾德（巴伐利亞邦） | 1985年10月7日 |
| 歐洲 | 匈牙利 | 德布勒森                       | 1995年8月19日 |
| 亞洲 |        | 束草市（江原道）               | 1992年4月16日 |

資料來源：臺東縣政府

### 行政協議
- 諒解備忘錄（又稱合作備忘錄）[Memorandum of understanding] 错误：{{Langx}}：拉丁字母轉寫第 1 個字元「合」不是拉丁字母。（帮助），簡稱：MOU
  - 2016年1月21日：臺東縣政府國際發展及計畫處與日本三重縣志摩市與伊賀市 簽署「三方的地方政府合作備忘錄」。
  - 2017年5月15日：臺東縣政府國際發展及計畫處 與 日本長野縣南信州菓子工房 簽署「臺東縣產業合作交流備忘錄」。
  - 2017年5月15日：臺東縣觀光協會 與 日本長野縣阿智昼神觀光局 簽署「觀光產業友好協定書」。
  - 2017年5月15日：鹿鳴溫泉酒店 與日本長野縣湯元Hotel阿智川 簽署「溫泉觀光友好協定書」。
  - 2018年8月3日：蘭嶼鄉達悟族與智利共和國復活節島拉帕努依族締結『姊妹部落』，簽署「合作交流瞭解備忘錄」（效期10年）。

## 外部連結
- 臺東縣政府 （页面存档备份，存于）
- OpenStreetMap上有關臺東縣的地理